# Анджей Лібіх
Анджей Лібіх (пол. Andrzej Libich, 11 січня 1942, Варшава) — польський міжнародний футбольний арбітр. Арбітр ФІФА у 1981—1989 роках. За професією лікар-ортопед.

## Кар'єра
З 1973 року судив матчі I ліги Польщі, а з 1980 року — Екстракласи, де працював до 1990 року, відсудивши загалом 105 матчів у найвищій лізі країни.
З 1981 року був Арбітром ФІФА, судив матчі збірних, Кубка Інтертото та Кубка УЄФА. Завершив міжнародне суддівство у 1989 році.
Також відсудив один матч групового етапу на чемпіонаті молодіжному чемпіонаті 1983 року.